# Jutta Ploch
Jutta Ploch (n. 13 ianuarie 1960, Weißenfels, Republica Democrată Germană, Germania) este o canotoare, medaliată olimpică. A participat la o ediție a Jocurilor Olimpice (1980) în care a câștigat o medalie de aur.

## Participări
Lista de mai jos prezintă principalele competiții la care a participat Jutta Ploch de-a lungul carierei.
- rowing at the 1980 Summer Olympics – women's quadruple sculls[*][4]